# Plymouth Business
Der Plymouth Business (im ersten Baujahr: Plymouth Business Six) war ein großer PKW, den Chrysler unter dem Markennamen Plymouth in den Modelljahren 1935 bis 1938 herstellte. Er ersetzte den Six / Special Six des Jahres 1935 und ab 1936 auch den Standard. 1938 / 1939 wurde er seinerseits durch das Modell Roadking ersetzt.

## Von Jahr zu Jahr

### Modell PJ (1935)
Das Modell PJ – eine Modellbezeichnung für alle Ausstattungslinien in diesem Jahr – war vollkommen neu konstruiert worden. Der Radstand des neuen X-Rahmens betrug einheitlich 2870 mm. Die Karosserien fielen runder als die Vorgänger aus. Erstmals gab es einen „Commercial Sedan“, einen Kombi, der auf der zweitürigen Limousine basierte, einen Heckaufbau aus Holz als Laderaum erhielt und nur einen Sitz hatte. Die Türen der Fahrzeuge waren nun vorne anstatt hinten angeschlagen. Die Autos besaßen einen seitengesteuerten Reihensechszylindermotor mit 3299 cm³, der 82 bhp (60 kW) bei 3600/min leistete.
Der Business Six stellte die einfachste Ausführung des Modells PJ dar. Bis August 1935 entstanden 63.536 Stück.

### Modell P1 (1936)

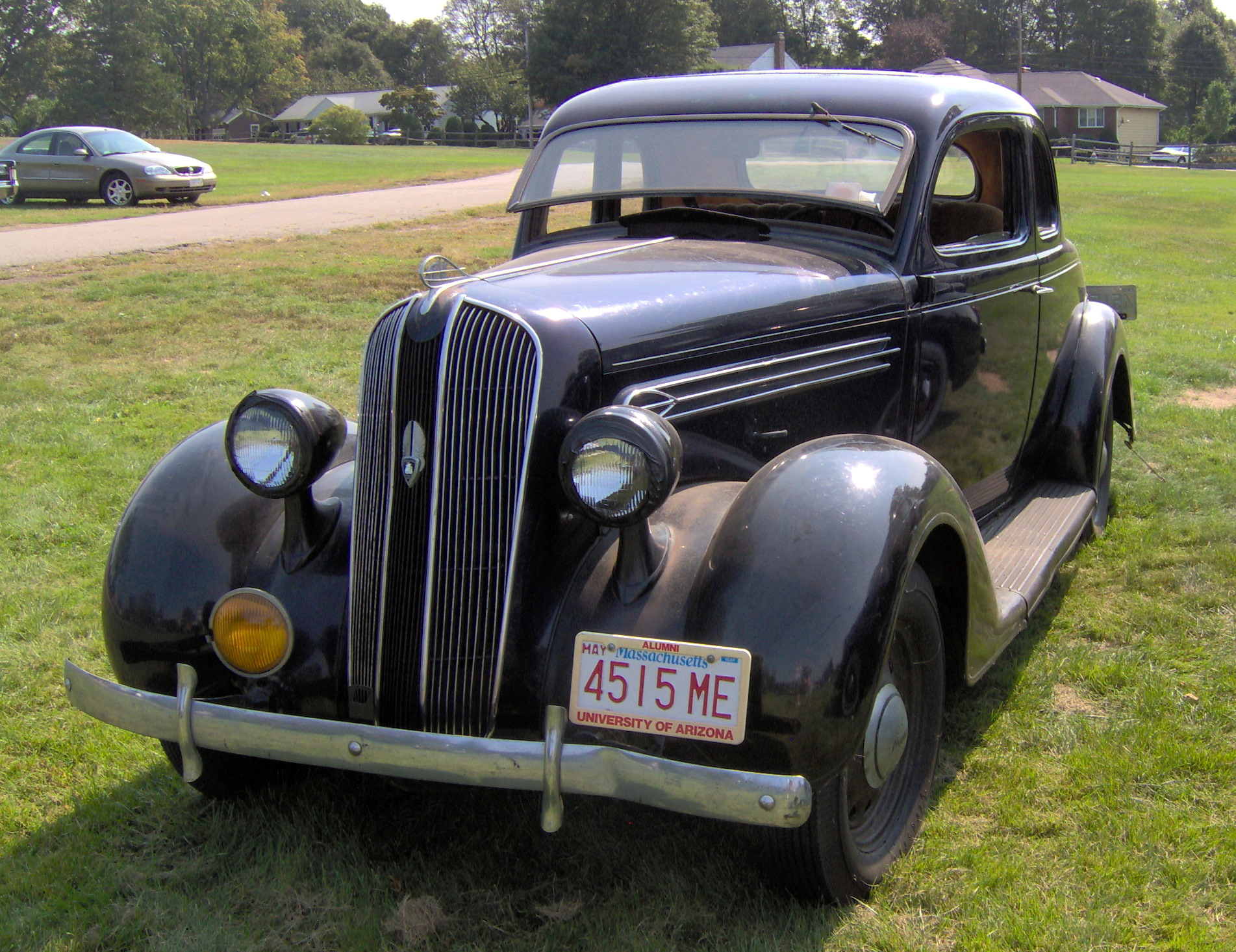
Plymouth Business Coupé (1936)

Mit nur wenigen stilistischen Änderungen startete das neue Modell P1. Für den Business waren jetzt auch zwei- und viertürige „Traveller Sedan“ - Modelle (Reiselimousinen, mit separatem Kofferraum) verfügbar, wie im Jahr vorher schon für den Deluxe. Aus dem Commercial Sedan wurde nun ein richtiger Kombi mit Hecktüre.
Zwischen September 1935 und August 1936 entstanden 92.526 Business.

### Modell P3 (1937)
Wiederum war der Business die preisgünstige Plymouth-Baureihe. Da die Firma in diesem Jahr eine eigene Nutzfahrzeug-Baureihe auf LKW-Chassis, das Commercial Car, einführte, entfielen alle Kombivarianten des Business. Der Business hatte weniger Chrom als das Spitzenmodell Deluxe zu bieten und war standardmäßig nur in schwarz verfügbar. Gegen Aufpreis gab es andere Farben. Auf (selten geäußerten) Wunsch gab es auch einen Sparmotor mit einer geringeren Leistung von 65 bhp (48 kW).
In diesem Modelljahr wurden 73.644 Business-Fahrzeuge gebaut.

### Modell P5 (1938)

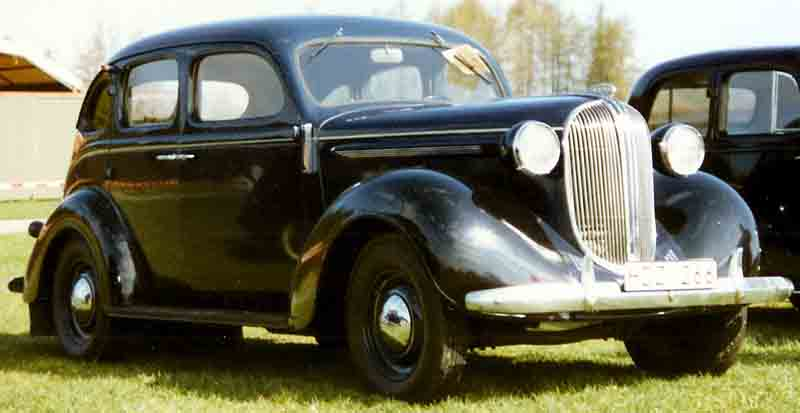
Plymouth Business Reiselimousine 4 Türen (1938)

Das Modell P5 besaß voluminösere, weiter nach vorne reichende Vorderkotflügel und eine etwas höhere Gürtellinie. Dadurch sahen die Fahrzeuge etwas gedrungen aus, was den Kunden nicht sonderlich gefiel. Außerdem gab es viele Gebrauchtwagen auf dem Markt, sodass der Verkauf der schon recht altbacken aussehenden Modelle recht schlecht lief. Auf Wunsch gab es einen höher verdichteten Motor, der 86 bhp (63 kW) abgab. Zum Jahreswechsel – also mitten im Modelljahr – benannte man den Business in Roadking um, weil dieser Name nicht so sehr an ein Nutzfahrzeug erinnerte. Außerdem bekam das neue Modell vordere Dreiecksfenster, wie der Deluxe.
Von beiden Modellen (Business und Roadking) entstanden 1938 74.785 Stück.

## Quelle
- Beverly R. Kimes, Henry A. Clark: Standard Catalog of American Cars 1805–1942. Krause Publications, Iola 1985, ISBN 0-87341-045-9.

Im Zeitraum von 1942 bis 1946 gab es aufgrund des Zweiten Weltkrieges nur eine eingeschränkte zivile Fahrzeugproduktion.